# Kościół Nawiedzenia Najświętszej Marii Panny w Brzostowicy Wielkiej
Kościół  p.w. Nawiedzenia Najświętszej Marii Panny w Brzostowicy Wielkiej- zabytkowy kościół barokowy z połowy XVIII w. w Brzostowicy Wielkiej, mieście rejonowym obwodu grodzieńskiego Republiki Białorusi. Dawna (do 1865 r.) rzymskokatolicka świątynia parafialna, obecnie filia lokalnej parafii p.w. Przemienienia Pańskiego.

## Historia
Tradycja łączy powstanie pierwszego kościoła w Brzostowicy z wielkim księciem litewskim Witoldem. Bardziej prawdopodobną datą erygowania parafii i wzniesienia drewnianej świątyni jest jednak rok 1522. Jej fundatorem był ówczesny właściciel dóbr, wojewoda nowogródzki i marszałek nadworny litewski Aleksander Chodkiewicz. Kolejny kościół, najpewniej w nowej lokalizacji – przy rynku miasteczka, został ufundowany sumptem kasztelana wileńskiego Hieronima Chodkiewicza w 1615 r., uzyskując wezwanie Najświętszej Marii Panny i św. Stanisława, patronów Królestwa Polskiego. W literaturze pojawiają się informacje, jakoby fundator planował przekazanie kościoła karmelitom, co jednak nie znajduje potwierdzenia w źródłach.
W 1661 r. Zofia z Paców Chodkiewiczowa, wdowa po kolejnym właścicielu Brzostowicy, Janie Kazimierzu Chodkiewiczu, wzniosła przy kościele kaplicę o statusie altarii, z myślą o funkcji sepulkralnej jako nekropolii rodzinnej.  
W kościele znajdował się otoczony kultem cudowny obraz Nawiedzenia Marii Panny z Rudawy.
Stojący do dziś murowany barokowy kościół został ufundowany w 1741 r. przez marszałka wielkiego koronnego Józefa Wandalina Mniszcha, ówczesnego posesora Brzostowicy. Otrzymał wezwanie Nawiedzenia Najświętszej Marii Panny dla uczczenia cudownego obrazu Matki Boskiej z Rudawy. W ołtarzu kaplicy Aniołów Stróżów znajdował się tytułowy obraz namalowany przez Łukasza Smuglewicza. W kościele znajdować się miał nagrobek serca hetmana wielkiego litewskiego, wojewody wileńskiego Jana Karola Chodkiewicza (zm. Pod Chocimiem w 1621 r.), przeniesiony ze starej świątyni.
W 1865 r. decyzją gubernatora grodzieńskiego parafia została zlikwidowana, a kościół zamknięty pomimo monitów właściciela majątku, Stanisława Szczęsnego Kossakowskiego. Podczas zamykania przez żołnierzy świątynia została sprofanowana łącznie ze zdewastowaniem krypt. Na skutek apelacji hr. Kossakowskiego zezwolono jedynie na pochowanie sprofanowanych zwłok na cmentarzu katolickim. W 1866 r. kościół przekształcono na cerkiew i nadano jej wezwanie Nie Ręką Ludzką Uczynionego Obrazu Zbawiciela. Resztki wyposażenia przekazano do okolicznych czynnych kościołów. W czasie I wojny Niemcy umieścili tutaj magazyn zboża.
W 1908 r. erygowano w Brzostowicy nową parafię p.w. Przemienienia Pańskiego, a w latach 1908- 1912 zbudowany został nowy kościół, sumptem ówczesnych właścicieli majątku Józefa Stanisława i Marii z Chodkiewiczów Kossakowskich oraz parafian. W 1920 r. kościół p.w. Nawiedzenia NMP został zwrócony wiernym, 25 kwietnia 1920 rekoncyliowany, do drugiej wojny światowej stanowiąc filię parafii p.w. Przemienienia Pańskiego. Kościół został zwrócony parafii w stanie opłakanym, do 1939 r. trzykrotnie prowadzono przy nim prace remontowe.
Latem 1944 kościół ucierpiał poważnie w trakcie przechodzącego przez Brzostowicę frontu, stanowiąc punkt obrony Niemców. Po 1945 r. ulokowano w nim magazyn wyrobów tytoniowych, po wojnie był zamknięty, a w 1963 r. został znacjonalizowany. Następnie mieścił magazyn mebli i skład rejonowej spółdzielni spożywców, stopniowo ulegając coraz większej dewastacji. W 1990 r. zwrócono go katolikom, przez ponad dwie dekady był jednak nadal nie użytkowany, pozostając w pół-ruinie. W 1992 r. zawalił się dach. Ostatecznie w 2018 r. przeprowadzono jego gruntowną rekonstrukcję.
W XVII w. parafia miała jedną kaplicę filialną w Rudawie, w 1782 notowana była też kaplica przy folwarku Moszny. W XIX w. istniała tu również drewniana kaplica na cmentarzu katolickim, która podlegała parafii Ejsmonty Wielkie; kaplica spłonęła w 1976 r.

## Architektura
Orientowany kościół usytuowany jest przy wschodniej pierzei rynku miasteczka, na niewielkim wyniesieniu. Barokowa monumentalna, murowana budowla została wzniesiona na planie krzyża łacińskiego nawiązując bryłą i planem do kościołów zakonnych (np. jezuickich) z XVII w. Tworzy go bazylikowy trójprzęsłowy korpus, transept wysunięty poza narys korpusu i równy wysokością nawie głównej oraz zamknięte półkoliście prezbiterium. Ściany nawy głównej i prezbiterium artykułowane są w porządku toskańskim. W przęśle zachodnim usytuowany jest murowany trójdzielny chór muzyczny, wsparty na arkadach filarowych zamkniętych łukiem koszowym, a pod chórem kruchta. Pod całością znajduje się krypta. Przy prezbiterium wzniesiono kwadratowe zakrystie i skarbczyk.

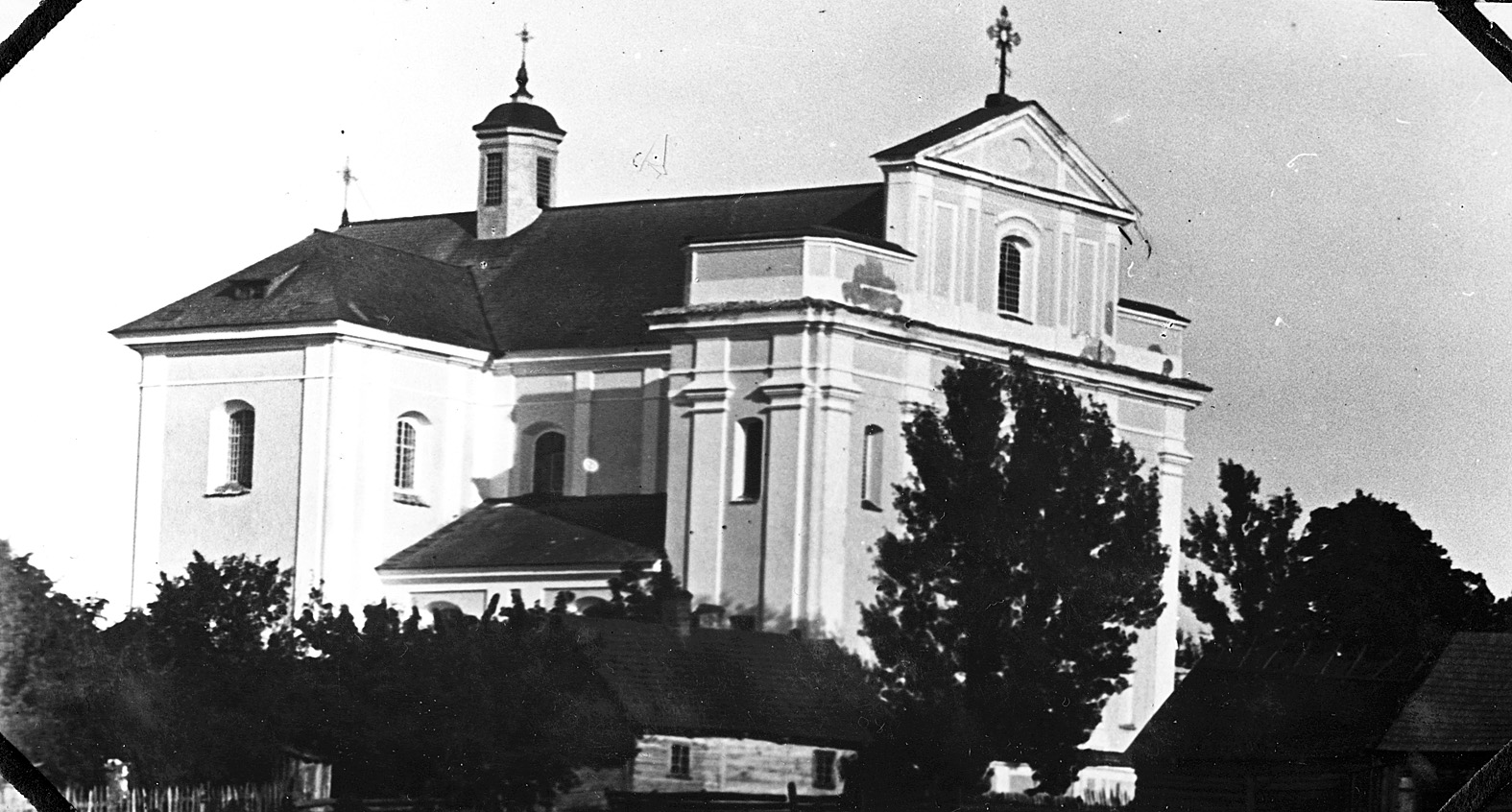
Kościół na pocz. XX w.

Elewacje rozczłonkowane są lizenami, zwieńczone wyłamującym się nad nimi szerokim pasem fryzu i wydatnym gzymsem koronującym. Okna zamknięte są odcinkowo. Trójosiowa, dwukondygnacyjna fasada być może według pierwotnego projektu miała posiadać po bokach wieże, na co wskazują niskie fragmenty pełnej attyki nad osiami bocznymi. Nad częścią środkową zwieńczona jest parawanowym szczytem zamkniętym trójbocznym ogzymsowanym naczółkiem. Część dolna artykułowana pilastrami w wielkim porządku toskańskim, na osi znajduje się zamknięty półkoliście otwór wejściowy w sferycznej wnęce, a powyżej okulus i okno prostokątne zamknięte odcinkowo w profilowanym obramieniu. Dach wieńczy nad nawą główną wieżyczka na sygnaturkę.

## Pierwotny wystrój kościoła
Bogaty wystrój snycersko-rzeźbiarski i malarski kościoła nie istnieje, a fragmentaryczne przekazy nie pozwalają na pełne odtworzenie dawnego wystroju barokowego kościoła. W Brzostowicy największym kultem otoczonym był obraz Nawiedzenia Matki Boskiej, pochodzący z kaplicy filialnej parafii brzostowickiej w Rudawie. W 1915 r., w oczekiwaniu niemieckiej inwazji, został wysłany do “Synodalnej kantory” w Moskwie, a stamtąd na przechowanie do Dońskiego Stawropolialnego Monastyru. Do Brzostowicy nie powrócił.
Obecnie jedynie o rzeźbie Chrystusa Ukrzyżowanego (XVIII w.), przechowywanej w kościele p.w. Przemienienia Pańskiego w Brzostowicy, wiadomo bez wątpliwości, że pochodzi z kościoła p.w. Nawiedzenia NMP. Być może pochodzi z niego również rzeźba św. Jana Bożego z XVIII w. (określa też mianem św. Feliksa), przechowywana po 1945 r. w kaplicy cmentarnej, skąd w 1973 r. została zabrana do Mińska przez ekspedycję Państwowego Muzeum Sztuki.  